# Métanéphros
Le métanéphros est le troisième des trois appareils rénaux différents qui se succèdent pendant la vie utérine des vertébrés supérieurs (mammifères, oiseaux et reptiles). Il correspond au rein.
Chez l'embryon humain, il apparaît durant la 3e mois de gestation. Il provient de la différenciation du mésoblaste latéral en mésoblaste intermédiaire. Contrairement au Pronéphros et au Mésonéphros, il ne se segmente pas. Il se trouve en regard des somites lombaires 5 à sacrée 5.
Il est à l'origine du Blastème Nephrogène, qui deviendra le rein définitif.